# Kopieringsskydd
Kopieringsskydd är ett skydd eller hinder mot otillåten kopiering och används särskilt för digitala produkter.
Kopieringsskydd används för exempelvis data, film och musik. Detta läggs oftast in för att förhindra att skivor och program olagligt kopieras och sedan fildelas över hela världen. Ett kopieringsskydd kan innebära att en musikskiva inte går att spela upp i en dator eller att man inte kan ta en säkerhetskopia av ett köpt spel eller program. Det finns olika tekniker för kopieringsskydd, vanligast är att någon typ av programvara läggs med på skivan och "säger åt" datorn vad den får göra och inte. En annan typ av kopieringsskydd är macrovision som försvårar kopierandet av en analogt lagrad videofilm.

## Vanliga typer av kopieringsskydd
- Mjukvarubaserade skydd
  - Serienummer/aktiveringskoder
  - Nyckelfiler
  - Kryptering
- Hårdvarubaserade skydd
  - Donglar
  - Specialtillverkade skivor
  - Programkort och kortläsare

Det går även att kombinera ovanstående skydd.